# Unbreakable (Smash Into Pieces)
Unbreakable è l'album di debutto del gruppo alternative rock svedese Smash Into Pieces, pubblicato il 10 aprile 2013 dalla Gain/Sony Music.

## Tracce
1. Colder – 4:18
2. Heroes (As We Are) – 3:41
3. A Friend Like You – 4:25
4. Crash and Burn – 3:44
5. Here to Stay – 4:19
6. Unbreakable – 3:28
7. Rockstar – 3:41
8. Come Along – 3:58
9. I Want You to Know – 3:40
10. My Enemy – 3:39
11. Fading – 4:31

## Formazione
- Chris Adam Hedman Sörbye – voce
- "Scream" Benjamin Jennebo – chitarra
- Per Bergquist – chitarra
- Viktor Vidlund – basso
- Isak Snow – batteria